# I Bet You Look Good on the Dancefloor
«I Bet You Look Good on the Dancefloor» (en español: Apuesto a que te ves bien en la pista de baile) es el primer sencillo lanzado por la banda Indie Rock británica Arctic Monkeys.
Lanzado el 17 de octubre de 2005, debutó en el Puesto #1 del Chart de Singles del Reino Unido

## Video musical
El video es una grabación en vivo de la banda tocando la canción en un estudio con una pequeña audiencia ver tanto con el vídeo y el audio tomado en vivo. El video fue filmado con cámaras de televisión de la década de 1980 para darle un efecto envejecido. La banda estadounidense The Strokes había hecho un video musical similar para su sencillo "Last Nite".

## Lista de canciones
- CD

1. «I Bet You Look Good on the Dancefloor» - 2:54
2. «Bigger Boys and Stolen Sweethearts» - 2:58
3. «Chun Li's Spinning Bird Kick» - 4:40

## Posicionamiento en listas
| Listas (2005)                                 | Mejor posición |
| --------------------------------------------- | -------------- |
| UK Indie Chart                                | 1              |
| UK Singles Chart                              | 1              |
| Australian Singles Chart                      | 18             |
| US Modern Rock Tracks (Billboard)             | 7              |
| US Bubbling Under Hot 100 Singles (Billboard) | 18             |
| Irish Singles Chart                           | 12             |
| Danish Singles Chart                          | 15             |
| French Singles Chart                          | 100            |
| Netherlands Singles Chart                     | 99             |
| New Zealand Singles Chart                     | 14             |